# Oru (Aseri)
Oru − wieś w Estonii, w prowincji Virumaa Wschodnia, w gminie Aseri.